# Orlinda
Orlinda is een plaats (town) in de Amerikaanse staat Tennessee, en valt bestuurlijk gezien onder Robertson County.

## Demografie
Bij de volkstelling in 2000 werd het aantal inwoners vastgesteld op 594.
In 2006 is het aantal inwoners door het United States Census Bureau geschat op 652, een stijging van 58 (9,8%).

## Geografie
Volgens het United States Census Bureau beslaat de plaats een oppervlakte van
17,3 km², geheel bestaande uit land. Orlinda ligt op ongeveer 227 m boven zeeniveau.

## Plaatsen in de nabije omgeving
De onderstaande figuur toont nabijgelegen plaatsen in een straal van 16 km rond Orlinda.